# Secondo di Asti
(Sebastiano Sillano, A la nobile Patria del glorioso martire San Secondo, 1932)
Secondo d'Asti (I secolo – Asti, 30 marzo 119) è venerato dalla Chiesa cattolica come santo, martire e patrono di Asti.
Nel Martirologio romano è ricordato il 30 marzo, il Ferrari invece lo inserisce il 6 aprile.

## La storia

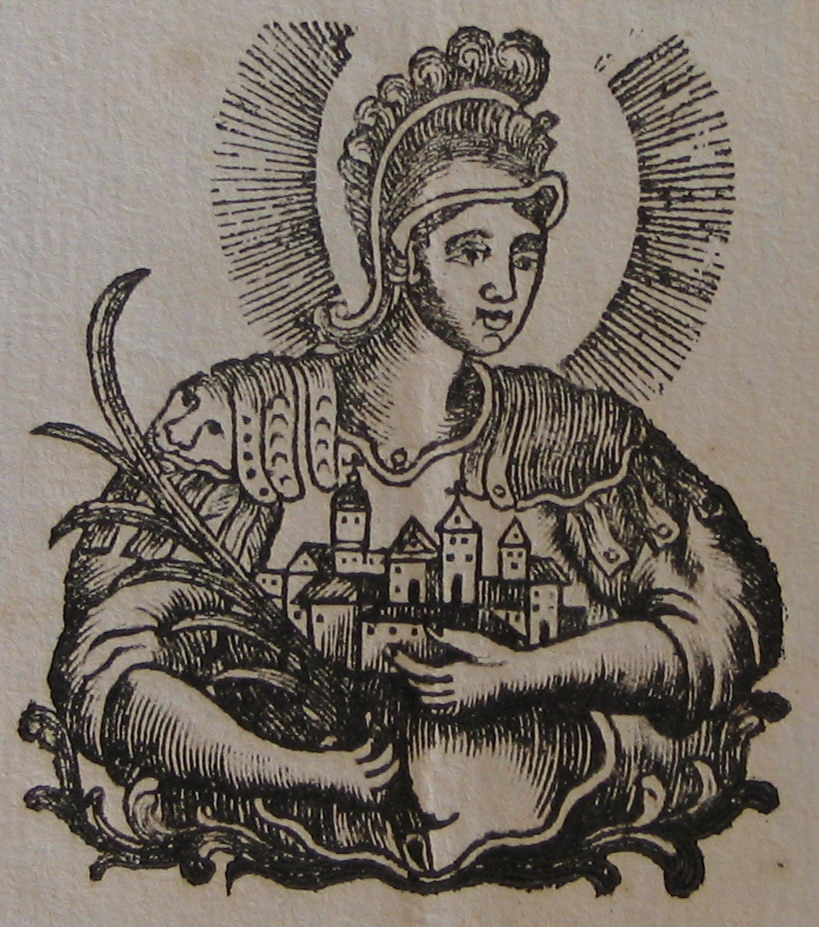
San Secondo in un'incisione ottocentesca

Alla luce di studi, pubblicati sulla rivista di cultura astigiana Il Platano nel 1976 e negli anni seguenti dal sacerdote don Pietro Dacquino, la figura leggendaria di san Secondo è sicuramente di provenienza longobarda.

Lo dimostra l'area di diffusione del ricordo e del culto. Essa non è il Piemonte, bensì l'antica area del dominio longobardo.

Si trova, infatti, il culto a San Secondo Parmense, a Ludiano nel Canton Ticino e a Venezia.

Soprattutto, lo troviamo a Bobbio, nel monastero benedettino di San Colombano fondato da re Agilulfo e dalla regina Teodolinda.
San Secondo d'Asti è certamente per il Dacquino una figura storicamente individuabile in un vescovo di Asti.

Questi probabilmente si guadagnò fama e riconoscenza battendosi per la pacifica convivenza tra il nucleo originario di abitanti della città gallo-romana di Hasta e gli occupanti longobardi: l'occupazione longobarda avvenne altrove con modalità molto violente, mentre ad Asti si realizzò senza danni; al contrario, Asti fu scelta come capoluogo del vastissimo ducato assegnato a Gundoaldo, fratello della regina Teodolinda, e tale posizione di preminenza politico-amministrativa spiega il suo successivo sviluppo economico e mercantile. 

In tal caso Secondo d'Asti non fu un martire in senso stretto, ma un testimone della fede, facilmente individuato come vero protettore (patrono) della città.

Le possibili ambiguità nella conoscenza della sua figura storica sono da individuarsi nella presenza di altri santi omonimi come ad esempio san Secondo, martire venerato a Ventimiglia.
Alla luce di una recente datazione al carbonio 14 sulle ossa attribuite al Santo e conservate in un reliquiario in argento nella cripta della Collegiata dedicata al patrono astigiano, apparterrebbero ad un individuo di sesso maschile vissuto nel II secolo d.C. Questo rinforza l'ipotesi che nel caso le reliquie appartenessero a san Secondo, potrebbe trattarsi di un soldato romano martirizzato, come da sempre recita la leggenda.
In questo caso potrebbero cadere così le ipotesi di don Pietro Dacquino.

## La leggenda

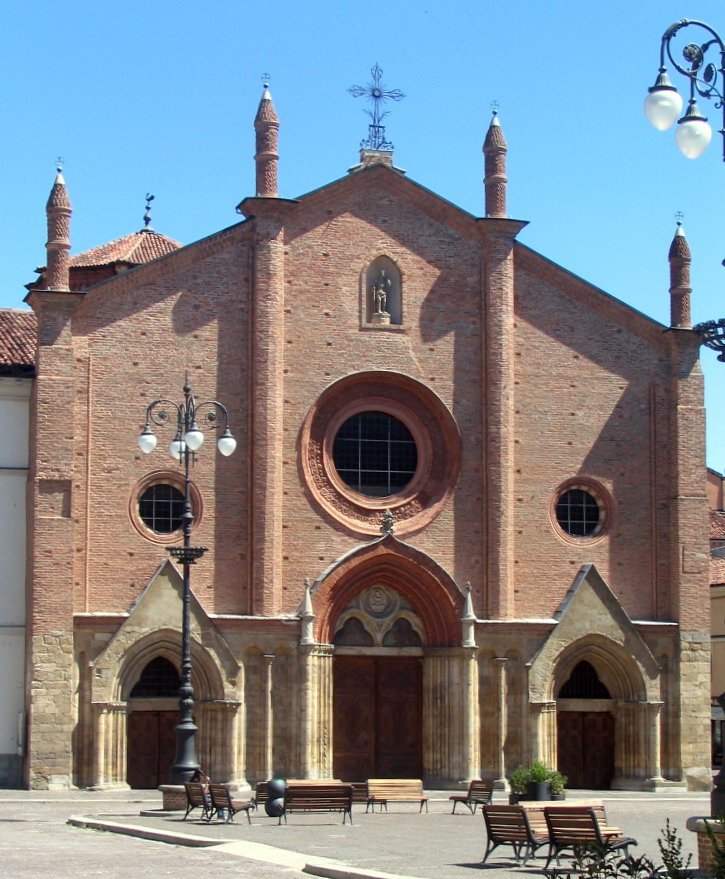
La Collegiata di San Secondo ad Asti

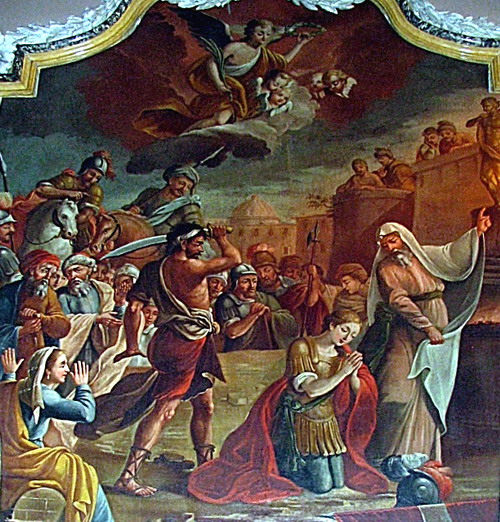
Asti, Collegiata di San Secondo, Vincenzo Cavallero (1765-1839), Martirio di san Secondo, part.

### Le fonti
Le prime notizie sulla vita di san Secondo sono tratte dall'opera Acta Sanctorum di Jean Bolland, gesuita, che nel Seicento, con altri suoi confratelli, cominciò a raccogliere le vite dei santi.

In particolare, gli atti di san Secondo derivano da quattro codici, diversi nella forma, ma simili nella sostanza:
- codice definito gallico;
- codice tratto dal monastero imperiale di San Massimo presso Trevi;
- codice tratto dalla biblioteca Vaticana;
- codice membraceo risalente al 1474 nell'archivio della Collegiata di San Secondo in Asti.

La leggenda tramanda che Secondo, vissuto al periodo dell'imperatore Adriano di nobili origini astigiane, fosse appartenente alla nobile famiglia dei "Vettii", la quale avrebbe fondato e dato il nome al villaggio di Vezza d'Alba o dei "Pallidi" o della gens Licinia.
Egli era un idolatra fervente ascritto alla milizia romana e grande amico di Saprizio, prefetto delle Alpi Cozie.

### L'incontro con il martire Calogero
Calogero, comandante delle guardie del prefetto di Brescia, Italico, convertitosi al cristianesimo, viene imprigionato nel fondo della Torre Rossa, l'attuale campanile della chiesa del rione Santa Caterina di Asti.
Secondo, iniziato al Cristianesimo da Calogero (che era detenuto nelle carceri astigiane), partì poi con Saprizio per un viaggio verso Tortona e proprio durante il tragitto, secondo la leggenda devozionale, sarebbero accaduti prodigi eccezionali.
Incontrò a Tortona Marziano, vescovo della città, che lo iniziò sulla via della conversione e della carità.
Secondo giunse a Milano, dove ebbe la benedizione di Giovita che lo invitò a portare il sacramento dell'eucaristia a Calogero e Marziano.
Ritornato a Tortona, Secondo riuscì ad entrare nelle prigioni in cui Marziano era stato nel frattempo rinchiuso da Saprizio che lo aveva anche già condannato a morte.
Secondo gli rimase accanto per tutta la notte e il giorno seguente, dopo il martirio, ne seppellì il corpo.
Saprizio cercò di convincere Secondo a rinunciare al cristianesimo con tutti i mezzi, anche con le torture, ma Secondo rimase irremovibile nella sua scelta.

### La condanna
Saprizio allora lo condannò a morte ma, durante la notte precedente il supplizio, Secondo sarebbe stato liberato da un angelo mandato dal cielo e "trasportato" ad Asti, nel carcere dove già si trovava Calogero.
Saprizio, scoperta la fuga, tornò ad Asti, mandò Calogero ad Albenga dove venne martirizzato, mentre Secondo, il 30 marzo 119, venne portato all'esterno delle mura astigiane e decapitato.

### La sepoltura
La leggenda narra ancora che Secondo fu sepolto sul luogo in cui fu ucciso e che qui sorse in seguito la chiesa a lui dedicata.

### I miracoli
Uno dei miracoli attribuiti a san Secondo è quello della liberazione della città dall'assedio minacciato nel 1526 dal condottiero Fabrizio Maramaldo, al servizio dell'imperatore Carlo V, al tempo comandante del presidio di Alessandria.
Quest'ultimo, avendo tentato di entrare nei pressi di porta San Pietro, fu respinto e allontanato dalla popolazione che aveva invocato con fervore la protezione della Vergine Maria e di san Secondo.
L'importante vicenda fu raffigurata nell'affresco tuttora visibile nella parete destra del coro della collegiata a lui dedicata.

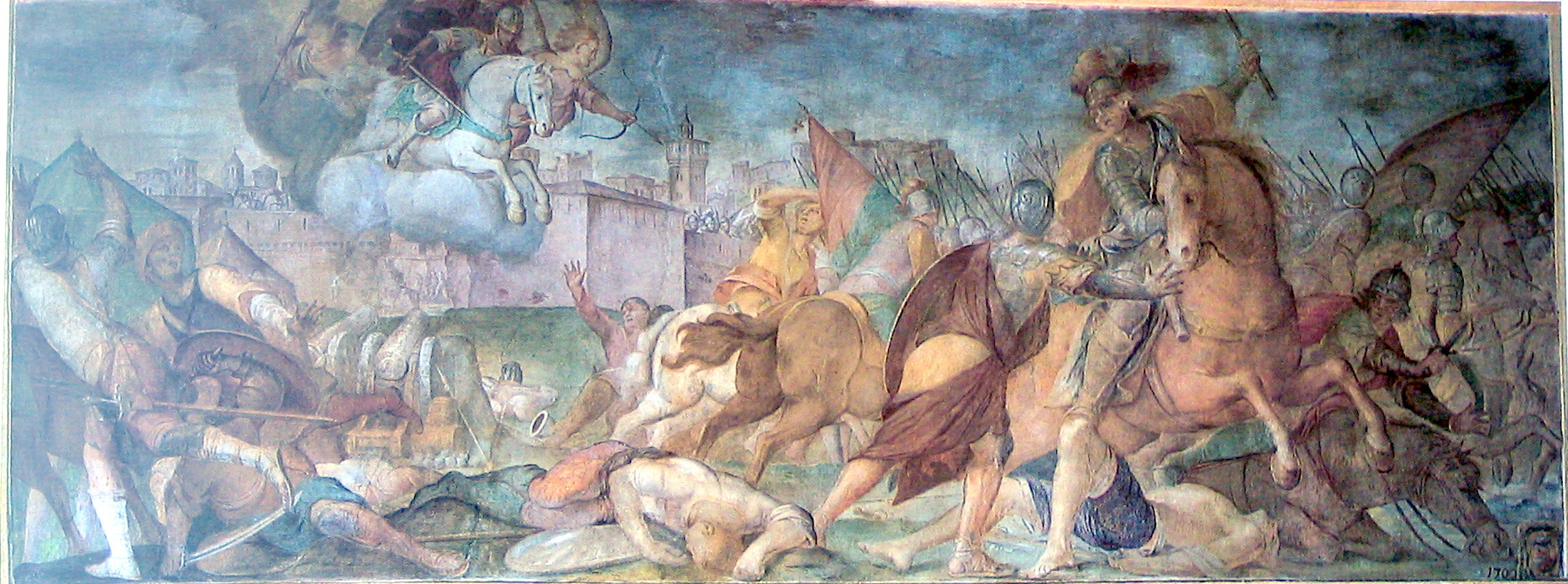
San Secondo appare in soccorso degli astigiani contro le truppe di Maramaldo,
affresco settecentesco, Collegiata di San Secondo, Asti

## Il culto

### Le reliquie
Ad Asti nella Collegiata di San Secondo, il suo corpo riposò nell'antica cripta, ma le incursioni barbariche dei secolo IX e secolo X ne obbligarono il trasferimento nel Duomo, più sicuro perché collocato all'interno della cinta muraria.
Di tale traslazione non esistono documenti certi, ma verso l'880 la fabbrica appare intitolata a "Santa Maria e a San Secondo" che confermerebbe la presenza delle reliquie in tale edificio.
Secondo l'Incisa (1742-1819), la traslazione definitiva sarebbe avvenuta sotto l'episcopato di Bruningo il quale, prima di riportare nuovamente le reliquie del Santo nella collegiata, avrebbe fatto ristrutturare ed ampliare la chiesa.
Nel 1597 le reliquie vennero depositate sotto l'altare maggiore in una cassa argentea, offerta da Emanuele Filiberto di Savoia.

### Le feste patronali di san Secondo in Asti
La devozione che i fedeli astigiani professano verso san Secondo, concittadino eletto a patrono, è da sempre vivissima.
Negli atti pubblici dopo il nome di Gesù e di Maria Vergine, compariva sempre anche quello di san Secondo. Le feste in suo onore furono sempre grandiose e solenni ed ancora oggi durano diversi giorni. 
Dapprima la festività si celebrava il 29 o il 30 marzo, poi, siccome detti giorni cadono sovente nella settimana Santa o, se non altro, in Quaresima, si trasportò la festa al giovedì dopo la prima domenica dopo Pasqua, cioè in Albis. Nel 1818 con rescritto di papa Pio VII, la si fissò il primo martedì di maggio.

#### Fuochi d'artificio
Già nel 1100 il Comune di Asti obbligava i propri feudatari a partecipare alla processione per la festa annuale del santo con le torce.
In seguito si organizzarono i fuochi artificiali.
Si dava inizio allo spettacolo pirotecnico con lo squillo delle trombe e con l'incendio della colombina, compito sempre affidato ad una dama della nobiltà.
Così troviamo che nelle cronache del 1777 diede fuoco alla colomba una dama di Dronero, nel 1779 la contessa Mola di Larissè, nel 1781 la marchesa di Incisa e madama di Robilante, nel 1786 la marchesa di Gresy.
Tutt'oggi la tradizione dei fuochi artificiali è vivissima: per gli astigiani è il Lundes d'j feu (lunedì dei fuochi), e si svolgono il lunedì antecedente la festa del santo patrono, nell'abituale area del Lungo Tanaro.

#### L'illuminazione
Per parecchi anni, ininterrottamente, dopo i fuochi vi fu l'illuminazione della città.
Nell'anno 1790 si legge dal Giornale di Asti dell'Incisa: «...dopo i fuochi vi fu l'illuminazione in quasi tutte le contrade della città... L'illuminazione era composta di candele in moltissime finestre, fanali e lanternoni in mezzo alla contrada... A render la cosa più grata si videro moltissime iscrizioni o detti... Oltre le riferite iscrizioni vi furono un'infinità di detti illuminati, applausi a San Secondo, ai cittadini, ai forestieri...»

#### La Fiera Carolingia

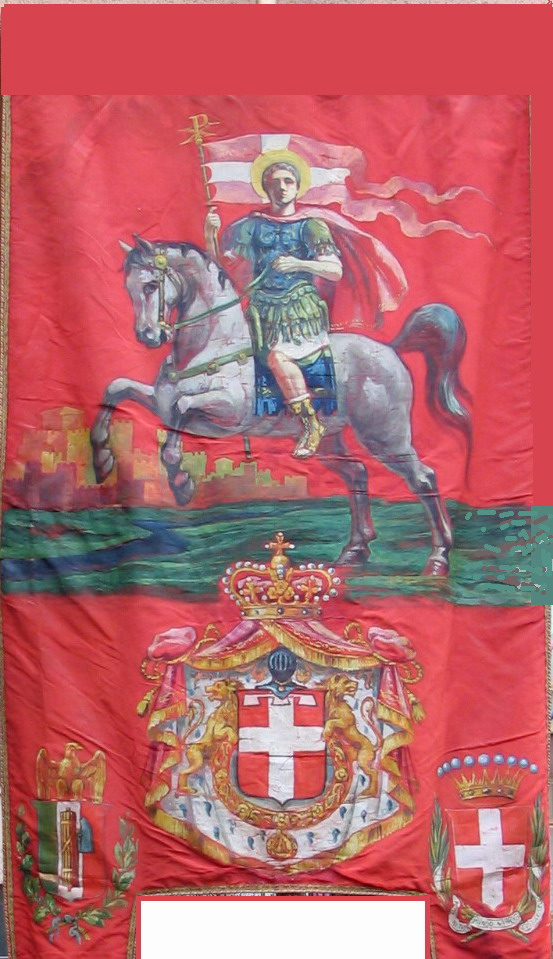
Palio del 1932

La Fiera Carolingia è sicuramente la più antica, la più conosciuta e la più grande delle Fiere che si svolgono sul territorio astigiano.
Negli ordinamenti della Rubrice Statorum della città di Asti del 1340, si viene a conoscenza che una delle due fiere si tiene otto giorni prima e otto giorni dopo la festa del Santo patrono della città, lungo una parte della contrada Maestra (l'attuale Corso Alfieri) a cui partecipavano mercanti provenienti da varie parti del paese e dell'Europa. Questo per la città di Asti era un tale beneficio economico che i principi o signori reggenti concedevano ai partecipanti particolari agevolazioni quali il diritto di asilo e di ospitalità, l'esenzione dei dazi sulle merci, il più sollecito disbrigo delle formalità burocratiche. I prodotti erano i più svariati: lane fiorentine ed inglesi, broccati veneziani, lame del Reno, vini, spezie, pelli.
Oggi le cose non sono cambiate: tuttora la manifestazione in onore del Santo patrono mantiene la sua freschezza e completezza sia per quanto riguarda i tanti operatori partecipanti, con una varietà grandissima di prodotti, sia per quanto riguarda i visitatori che sempre numerosi accorrono dall'Italia e dall'estero; è cambiato solo lo spazio occupato dalle bancarelle che ora è più grande estendendosi lungo le vie di tutto il centro storico. La fiera si svolge il mercoledì seguente la festa di san Secondo.

#### La Corsa del Palio
Le corse del Palio in occasione delle festività di san Secondo sono antichissime, probabilmente anteriori al 1200. Potevano concorrere astigiani e forestieri.
Emanuele Filiberto, il 20 maggio 1545, assumendo la reggenza della città, si impegnò per sé e per i suoi successori a fornire i palii: uno di rasi 12 per la Corsa, l'altro di rasi 9 per l'offerta al santo patrono. Nel XVIII secolo i palii vennero uniti ad un labaro di tela, generalmente azzurra, ornato dagli stemmi di Savoia, del Comune, del Governatore e del Podestà. L'immagine di San Secondo a cavallo fece la sua apparizione sul labaro del Palio dedicato alla chiesa e, sul finire del XIX secolo, anche su quello per la Corsa.

## L'iconografia

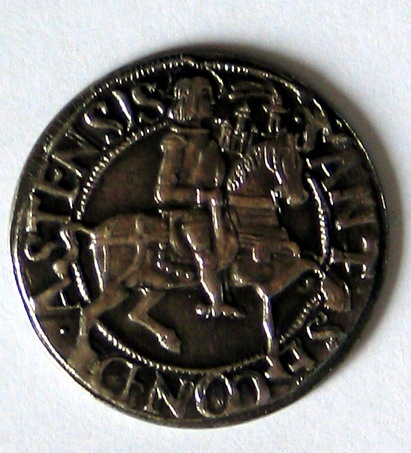
Moneta della zecca di Asti tipo "Cavallotto" del 1508 con l'immagine di San Secondo a cavallo

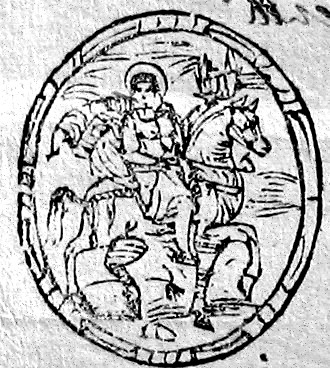
Sigillo seicentesco

Siccome, secondo la leggenda, san Secondo passò il Po a cavallo come se fosse terra ferma, è spesso rappresentato nell'atto di calmare il cavallo recalcitrante all'insolito percorso.
Da sempre, l'immagine di san Secondo, che Asti aveva diffuso nel mondo tramite le sue potenti "casane" è quella che lo raffigura a cavallo con in mano lo stendardo rosso crociato di bianco. L'immagine del cavaliere era sovente contornata, sui sigilli di documenti e pergamene, dal motto Aste Nitet Mundo Sancto Custode Secundo. L'effigie del santo compariva anche sul verso di tutte le monete che la Zecca di Asti coniò dal 1356 fino alla fine del XV secolo con l'ultima dominazione, quella Orleanese, prima del definitivo passaggio con Casa Savoia; al verso l'arme che cambia ad ogni passaggio di potere.
Nel 1590 Secondo venne raffigurato per la prima volta con gli abiti da soldato romano, senza spada e con il modello della città di Asti nella mano sinistra. La nuova effigie conferiva al personaggio un'identità romana che, rendendolo partecipe dell'impero, superava il concetto di potere comunale medioevale.
Sin dai palii più antichi compare sempre l'immagine del santo, in un primo tempo schematizzata in un piccolo tondo dipinto, poi, nell'Ottocento, espressa sempre con l'iconografia del soldato romano e, nel periodo più recente, caratterizzata dall'interpretazione dell'artista a cui è affidata l'opera.
Particolare interesse rivestono le due bandiere militari custodite un tempo nell'Armeria Reale di Torino, ma ora di proprietà del comune di Asti.
È il caso della bandiera del battaglione definita "colonnella" e quella di una dei tre battaglioni subalterni del "Reggimento Provinciale di Asti" risalenti al 1774.
Le due bandiere hanno rappresentata a pieno drappo l'immagine di san Secondo loricato alla romana con l'insegna e nella mano sinistra una bella immagine della città.
Ma l'opera di maggior pregio che lo riguarda è l'affresco del Parmigianino (secolo XVI) nella chiesa di San Giovanni Evangelista a Parma: egli vi appare nell'atto di calmare il cavallo impennato.

## Culto nel mondo
- Gli immigrati astigiani in Argentina, celebrano la festa di san Secondo; a Buenos Aires, si conserva in una chiesa una teca con all'interno terra astigiana.
- A Ludiano, nel Canton Ticino, la Chiesa è dedicata a San Secondo d'Asti già dal 1400.
- A Guasti in California, nella Contea di San Bernardino, è stata costruita una chiesa dedicata a san Secondo d'Asti.